# Swedish House Mafia

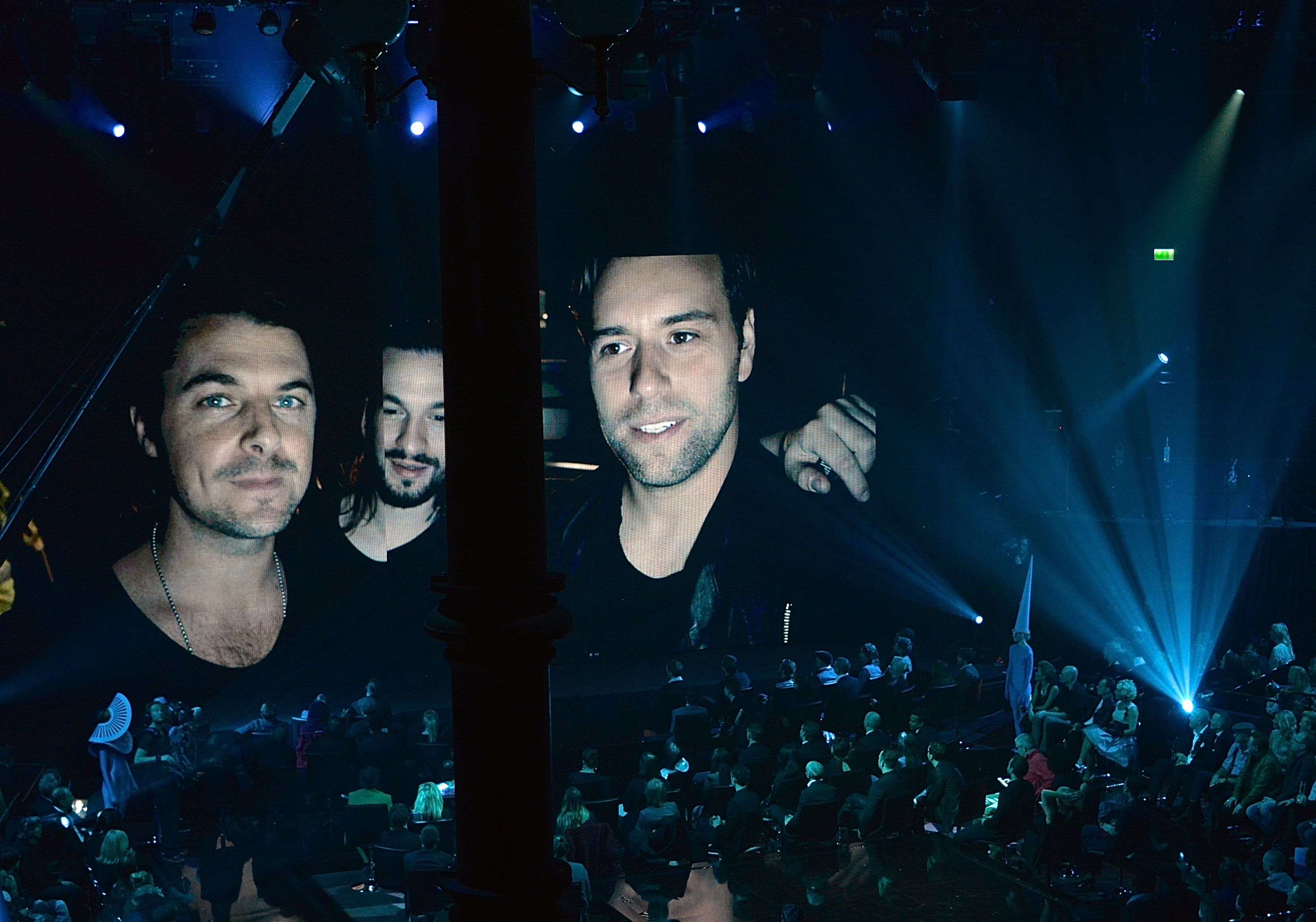
Swedish House Mafia får grammispriser för Årets elektro/dans och Årets svenska internationella framgång på Grammisgalan på Cirkus, Stockholm den 20 februari 2013.

Swedish House Mafia, SHM, är en svensk houseproducent- och DJ-grupp bestående av  Sebastian Ingrosso, Axwell och Steve Angello. Eric Prydz och Henrik B var ursprungligen en del av gruppen men lämnade på ett tidigt stadium.
Medlemmarna i Swedish House Mafia har nått stora framgångar världen över med den musik de har producerat. Efter åtta år tillsammans annonserade man att 2013 var deras sista år som grupp och i mars samma år genomförde trion en avskedsspelning inför 55 000 fans på Ultra Music Festival i Miami.
Axwell och Ingrosso fortsatte därpå att arbeta tillsammans under namnet "Axwell Λ Ingrosso", och duon släppte flera nya låtar under åren som följde.
Hela trion återförenades 25 mars 2018, nästan på dagen fem år efter avskedet, på samma Ultra Music Festival i Miami. Trion släppte 15 April 2022 sitt första studioalbum "Paradise Again" som även gav namn till deras fjärde konsertturné, "Paradise Again World Tour" .

## Karriär
Swedish House Mafia bildades 2005 och slog igenom stort 2010 då den första singeln gavs ut under namnet "One". Första versionen av låten var helt instrumental men snart kom en ny version med sång av Pharrell Williams. Singeln blev mycket framgångsrik i både Europa och USA med bland annat en första plats på Nederlandse Top 40 och tredje plats på Billboards Hot Dance Club Songs. Även den andra singeln, "Miami 2 ibiza", med den brittiska rapparen Tinie Tempah blev en stor hit och gick upp på första plats på Billboards Hot Dance Club Songs. 
Den tredje singeln från gruppen, "Save the World", med sång av John Martin, släpptes i maj 2011 i Europa och dess musikvideo på YouTube fick på två veckor över tio miljoner visningar. Låten blev senare också nominerad till en Grammy. I december 2011 utkom "Antidote" med den australiska electro house/dubstep-duon Knife Party.
Swedish House Mafia samarbetade sedan med Absolut Vodka och låten "Greyhound" släpptes i mars 2012 med en musikvideon som på YouTube snart fick miljonpublik. Ett annat samarbete, med Usher, resulterade i två låtar: "Numb" och "Euphoria", som båda fanns med på Ushers album Looking 4 Myself.
2012 släppte Swedish House Mafia sin uttalat sista låt, "Don't You Worry Child", tillsammans med John Martin. Singeln blev väldigt framgångsrik världen över och nominerades till en Grammy.
Gruppen vann sedan grammispriser för Årets elektro/dans och Årets svenska internationella framgång på Grammisgalan 2013.

### Film
2010 släpptes dokumentären Take One om gruppen i samband med albumet Until One. Filmen gjordes av de två svenska regissörerna Christian Larson och Henrik Hanson som även gjort musikvideor åt gruppen såsom "One", "Miami 2 Ibiza" och "Don't You Worry Child". Filmen sändes på SVT i juni 2012. Dokumentären Leave the World Behind, också gjord av firma Larson/Hanson, förklarade varför gruppen upplöstes.

### En sista turné
I juni 2012 meddelades på gruppens hemsida att turnén 2012–2013 skulle bli deras sista:
| ” | Today we want to share with you, that the tour we are about to go on will be our last. We want to thank every single one of you that came with us on this journey. We came, we raved, we loved. | „ |

Gruppens första, och planerat sista, framträdande i Sverige skedde med tre konserter i Friends Arena i Solna 22, 23 och 24 november 2012. Biljetterna till första datumet sålde slut på 20 minuter och skapade tumult på biljettsidan Ticnet. Därefter annonserades ytterligare två konserter. Trots ett max på 65 000 personer under konsertarrangemang på arenan spelade Swedish House Mafia av diverse anledningar inför endast 35 000. 
Konserten på Madison Square Garden sålde trion ut hela arenan på endast nio minuter, snabbare än någon annan.
Den 24 mars 2013 gjorde gruppen två framträdanden under Ultra Music Festivals 15-årsjubileum i Miami i Florida, en av de största manifestationerna för dansmusik någonsin med 330 000 besökare under två helger.

### Återförening och nya turnéer
Den 25 mars 2018 återförenades Swedish House Mafia när de återkom för en spelning på Ultra Music Festival i Miami. I oktober 2018 släppte gruppen information om det kommande spelningsdatumet, den 4 maj i Stockholm. Efterfrågan på biljetterna var dock så stor att ytterligare två datum släpptes, 2 & 3 maj.
År 2019 fortsatte gruppen att genomföra spelningar och inga officiella planer på att sluta finns.
22 Oktober 2021 släppte Swedish House Mafia en singel med The Weeknd. I början av december samma år har singeln spelats över 100 miljoner gånger på Spotify. 

## Priser och utmärkelser
- 2011 – Musikexportpriset
- 2012 – Denniz Pop Awards pris "Grand Prize"
- 2012 – Grammis för "Årets svenska internationella framgång"
- 2013 – Grammis för "Årets elektro/dans" och "Årets svenska internationella framgång"
- 2013 – Musikförläggarnas pris för "Don't You Worry Child" i kategorierna "Årets låt" och "Årets mest spelade låt"
- 2013 – P3 Guld för "Årets dans"
- 2022 – Grammis 2023 för "Årets elektro/dans" (albumet Paradise Again)
- 2025 – P3 Guld för "Årets grupp"

## Diskografi

### Album
- 2010 – Until One
- 2012 – Until Now
- 2022 – Paradise Again

### Singlar
| År   | Namn                                        | Album     |
| ---- | ------------------------------------------- | --------- |
| 2010 | "One" (feat. Pharrell)                      | Until One |
| 2010 | "Miami 2 Ibiza" (feat. Tinie Tempah)        | Until One |
| 2011 | "Save the World" (feat. John Martin)        | Until Now |
| 2011 | "Antidote" (vs. Knife Party)                | Until Now |
| 2012 | "Greyhound"                                 | Until Now |
| 2012 | "Don't You Worry Child" (feat. John Martin) | Until Now |
| 2021 | "Moth To A Flame"                           |           |

## Filmografi
- 2010 - Take One: A Documentary Film About Swedish House Mafia
- 2014 - Leave the World Behind